# Франсис Пегамегабов
Франсис Пегамегабов (енгл. Francis Pegahmagabow; Пери Саунд, 9. март 1891. – 5. август 1952.) је био канадски војник првих народа, политичар и активиста за домородачка права. Био је најуспешнији снајпер Првог светског рата са 378 убијених Немаца и курир и извиђач заслужан за заробљавање још више од три стотине.  Три пута је одликован британском Медаљом за војничке заслуге, (енгл. Military Medal), британском Ратном медаљом, Звездом 1914-15 (енгл. 1914–15 Star) и Медаљом победе (енгл. Victory Medal), што га чини најодликованијим припадником домородачког народа Канаде свих времена. У каснијем периоду живота био је одборник (енгл. councillor) у скупштини Првог народа Васауксинга (енгл. Wasauksing First Nation), поглавица, активиста и вођа у неколико организација Првих народа.

## Детињство и младост
Франсис Пегамегабов рођен је 9. марта 1891. године, у данашњем резервату Првог народа Шаванага у селу Нобел у Онтарију. На језику Оџибва се звао Бинасви („Ветар који дува”). Родитељи су му били припадници првих народа и живели су на северној обали Џорџијског залива језера Хјурон. Франсисов отац је умро када је имао три године и мајка га је напустила и вратила се својим родитељима у Фенви Инлет. Одгајио га је поглавица Ноа Набиманикода у резервату Шаванага, где је научио традиционалне вештине лова, риболова и традиционалне медицине. Исповедао је мешавину католицизма и религије Анишинаба. 
У јануару 1912. године добио је новчану помоћ за смештај и храну од адвоката Валтера Локвуд Хајта да би могао да настави школовање. Напустио је школу у дванаестој години и радио је у логорима дрвосеча и риболоваца, да би на крају постао бродски ватрогасац.

## Војна каријера
Након избијања Првог светског рата, Пегамегабов се пријављује као добровољац да служи у Канадском експедиционом корпусу (енгл. Canadian Expeditionary Force). У авусту 1914. године, упркос тадашњој дискриминацији канадских власти  и намерном одбијању припадника домородачких народа примљен је у 23. Канадски пук „Северни пионири”. Почетком октобра 1914. године послат у Европу са Првим канадским пешадијским батаљоном Прве канадске дивизије, прве канадске јединице послате на европско ратиште. Саборци су му дали надимак Пеги.
У априлу 1915. године Пегамегабов се борио у другој бици за Ипр у којој су Немци први пут употребили хлор као бојни отров. Током ове битке почео је да стиче своју репутацију врсног снајпера и извиђача. После битке унапређен је у каплара (енгл. lance corporal). Његов батаљон је учествовао и у бици на Соми 1916. године у којој је рањен у леву ногу. Одликован је Медаљом за војничке заслуге за преношење порука између линија у току ове две битке. Опоравио се и са Првим канадским батаљоном ушао у Белгију.
Током 6. и 7. новембра 1917. године за заслуге у другој бици код Пашендала (енгл. Second Battle of Passchendaele) још једном је одликован Медаљом за војничке заслуге, односно добио је траку на медаљи коју је већ имао. Његов батаљон је добио задатак да нападне Пашендал,  а њему је поверено одржавања везе са јединицама на крилу батаљона. Када су се војници који је требало да помогну батаљону изгубили, Пегамегабов их је одвео до њихових положаја. 
У бици на Скарпу 30. августа 1918. године у одбрани рова „Орикс” од немачких напада, увидевши да његов положај остаје без муниције и да непријатељ покушава да их опколи, Пегамегабов је упркос жестокој пушчаној и митраљеској паљби истрчао на ничију земљу и донео довољно муниције  да се положај одржи и одбије снажне непријатељске контранападе. За овај подвиг одликован је још једном траком чиме је постао један од тридесет девет Канађана који су икада одликовани Медаљом за војничке заслуге са две траке. 
Рат је завршен у новембру 1918. године и Пегамегабов се почетком 1919. године вратио у Канаду. Углед изврсног стрелца стекао је пушком Рос, која је важила за оружје лоше репутације. Приписано му је 378 убистава а заробио је преко 300 немачких војника. Из рата је изашао са чином наредника.  За заслуге у војној служби у јединицама Британске империје три пута је одликован Медаљом за војничке заслуге, (енгл. Military Medal), Ратном медаљом, Звездом 1914-15 енгл. 1914–15 Star и Медаљом победе (енгл. Victory Medal). Важи за најбољег снајпера Првог светског рата са 378 документованих погодака. 

## Политичка каријера
Након повратка у Канаду наставио је да служи у војсци као привремени припадник „Северних пионира” (данашњи Анголкуншки пук). као и деда и отац одабран је за поглавицу племена Острва Пери у фебруару 1921. године. Једном приликом је писмом у коме је позивао да одређени појединци и људи мешаних раса буду избачени из резервата, довео до раскола у племену. Поново је изабран за поглавицу 1924. године и на том положају је остао до априла 1925. године када је поднео оставку да не би био свргнут због борбе за власт унутар племена. 
Био је одборник скупштине Првог народа Васаукусинга од 1933. до 1936. године. Канадско одељење за индијанска питања је 1933. године забранило поглавицама првих народа да сарађују са тим одељењем. Одредили су да се свака сарадња почевши од пролећа 1933. године обавља преко агента за индијанска питања. Ово је дало велика овлашћења тадашњем агенту Џону Далију, са којим се Пегамегабов није слагао. Припадници првих народа који су служили у рату су били веома активни као политички активисти. Они су пропутовали светом, стекли поштовање својих ратних другова у рововима и сада су одбијали да се потчине агенту који је изненада стекао велику моћ. Историчар Пол Вилијамс их је назвао „војним поглавицама” и навео неколицину међу њима, укључујући и Пегамегабова, као веома активне. Ово је изазвало велика неслагања са агентом Далијем и довело до смењивања Пегамегабова са положаја поглавице. Дали и остали агенти који су долазили у додир са Пегамегабовом били су веома бесни због његових, како их је он називао, покушајима да ослободи свој народ „ропства под белцима”. Агенти за индијанска питања су га прогласили психијатријским болесником и настојали да уклоне и њега и све његове присталице. 
Поред борбе за власт између Индијанског савета и Одељења за индијанска питања са којим се сукобио, Пегамагабов је стално агитовао за добијање острва у Џорџијском заливу од Хурона. Регионалне власти прве нације су тврдиле да су острва њихова, а Пегамагабов и други поглавице су узалуд покушавали да добију признање њиховог статуса. 
Током Другог светског рата радио је као чувар у фабрици муниције у близини Нобела, Онтарио и био је наредник у локалној милицији. Постао је врховни поглавица Самосталне староседелачке владе и раних организација првих народа 1943. године.